# Edificio Altino Arantes
El Edificio Altino Arantes (también conocido como Farol Santander, Edificio Banespa o Banespão) es uno de los rascacielos más emblemáticos del centro histórico de la ciudad de Sao Paulo, Brasil, siendo uno de los más altos del país.
Su construcción se inició en 1939 por iniciativa del interventor federal Ademar Pereira de Barros para ser sede del Banco do Estado de São Paulo-Banespa (que ocupó el inmueble hasta el 2001). Fue inaugurado ocho años después, el 27 de junio de 1947, también por Ademar de Barros pero cuando ya ocupaba el cargo de Gobernador del estado de São Paulo. Fue durante más de una década el edificio más alto de la ciudad hasta ser superado por el Mirante do Vale en 1960.
El edificio se inspiró en la arquitectura art déco del Empire State Building en Nueva York. Con 35 pisos y 161 metros de altura fue considerado la mayor construcción de concreto armado del mundo. En el año 2000, el inmueble fue incorporado al patrimonio del Grupo Santander que compró el Banespa. En el 2014, la construcción fue declarada patrimonio por el Consejo de Defensa del Patrimonio Histórico (Condephaat).
El inmueble atrae cerca de cinco mil visitantes cada mes. Las visitas se pueden realizar en cinco minutos y el acceso está limitado a grupos pequeños. Desde lo alto de su mirador se puede tener una vista de 360 grados y que alcanza unos 40 kilómetros siendo posible apreciar la Serra do Mar, el Pico del Jaraguá, los edificios de la avenida Paulista y las principales construcciones de la zona central.

## Historia

### Proyecto

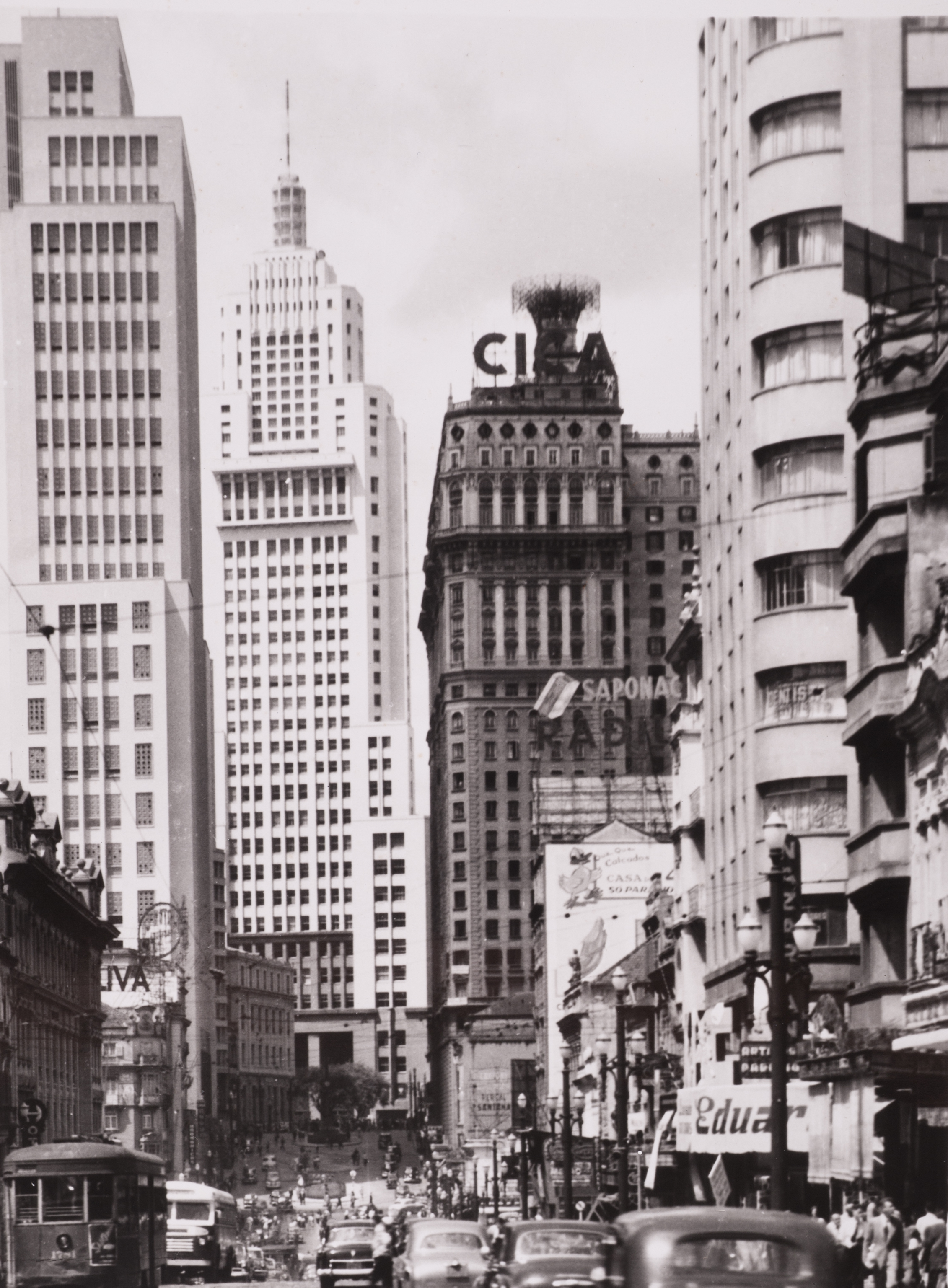
Edificio Altino Arantes a mediados del siglo XX

Después de su fundación en 1909 (inicialmente con el nombre de Banco de Crédito Hipotecario y Agrícola del Estado de São Paulo), el Banco do Estado de São Paulo pasó por un período de gran expansión y necesitaba una sede más grande para sus negocios. El primer lugar elegido para ello fue la Plaza Ramos de Azevedo, un lugar poco adecuado por estar alejado del centro bancario de la ciudad formado, en esos años, por las calles São Bento, Rua 15 de Noviembre, Direita y las adyacentes.
Habiendo decidido trasladarse a una zona de mayor relieve económico, el consejo de administración del banco llegó a un acuerdo con la Santa Casa de Misericórdia y compró algunos edificios que serían demolidos para iniciar la construcción del nuevo edificio en la Rua João Brícola. El nuevo edificio fue diseñado por el ingeniero y arquitecto Plínio Botelho do Amaral, pero fue adaptado por la constructora Camargo & Mesquita porque querían que se pareciera al Empire State Building de Nueva York.

### Construcción

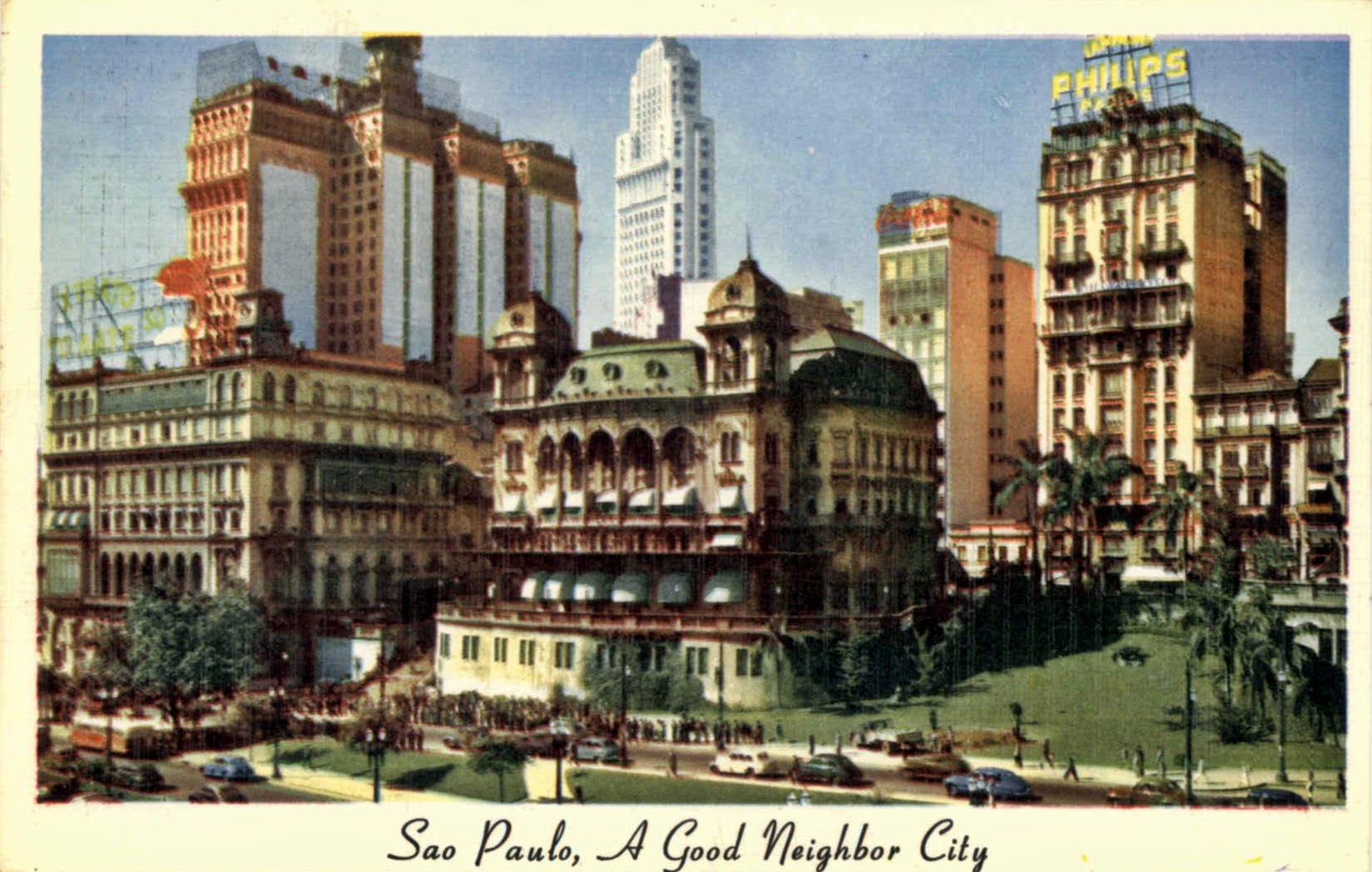
Anhangabaú en la década de 1950, con el Palacete Prates en primer plano y los edificios Martinelli y Altino Arantes al fondo.

La construcción comenzó con la colocación de la primera piedra el 19 de septiembre de 1939. Después de casi ocho años, el 27 de junio de 1947 se inauguró el edificio que, con sus 161,22 metros de altura, era el más alto de São Paulo. Este récord se mantuvo durante casi veinte años. En esos años, el edificio fue fácilmente reconocible debido al letrero luminoso que brillaba desde lo alto.
Con una altura de 161,22 metros, 35 plantas, 14 ascensores, 900 escalones y 1.119 ventanas, en 1948 fue considerado por una revista francesa como el edificio de hormigón armado más grande del mundo en la década de 1940 ya que los demás edificios (incluido el estadounidense Empire State Building, el mayor del mundo en aquella época) eran construcciones de estructura metálica o estructuras mixtas de metal y hormigón.
En la década de 1950, la torre estaba ocupada por la antena de retransmisión de TV Tupi. En la década de 1960 pasó a llamarse "edificio Altino Arantes", en honor al primer presidente brasileño del banco, Altino Arantes Marques. El banco, desde su fundación en 1909, estaba controlado por accionistas franceses. Esta situación cambió en 1919 cuando, durante la gestión de Arantes como gobernador del estado de São Paulo, el gobierno estadual se convirtió en el accionista mayoritario. 

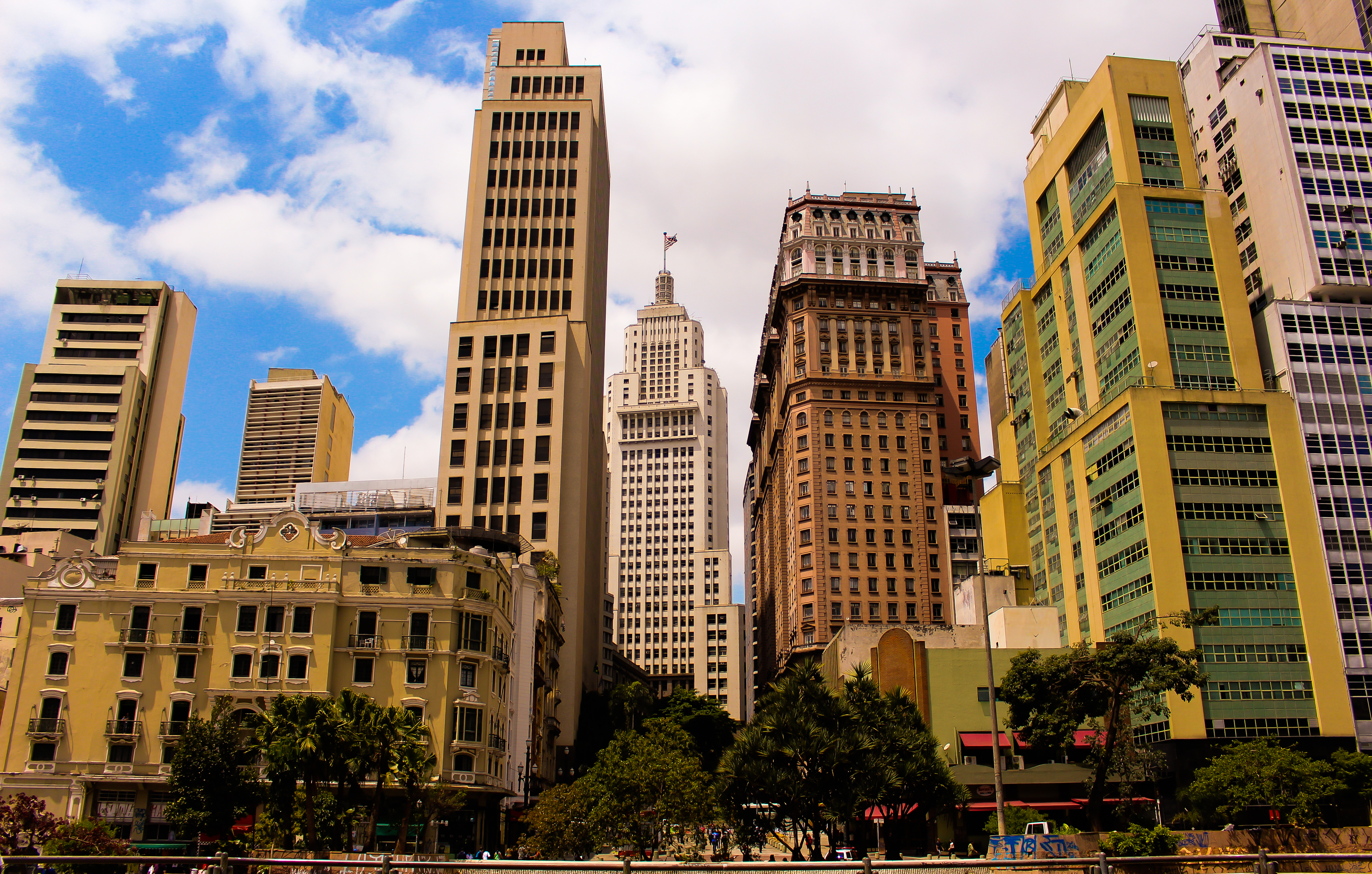
Edificios del Banco do Brasil (izquierda), Altino Arantes (centro) y Martinelli (derecha).

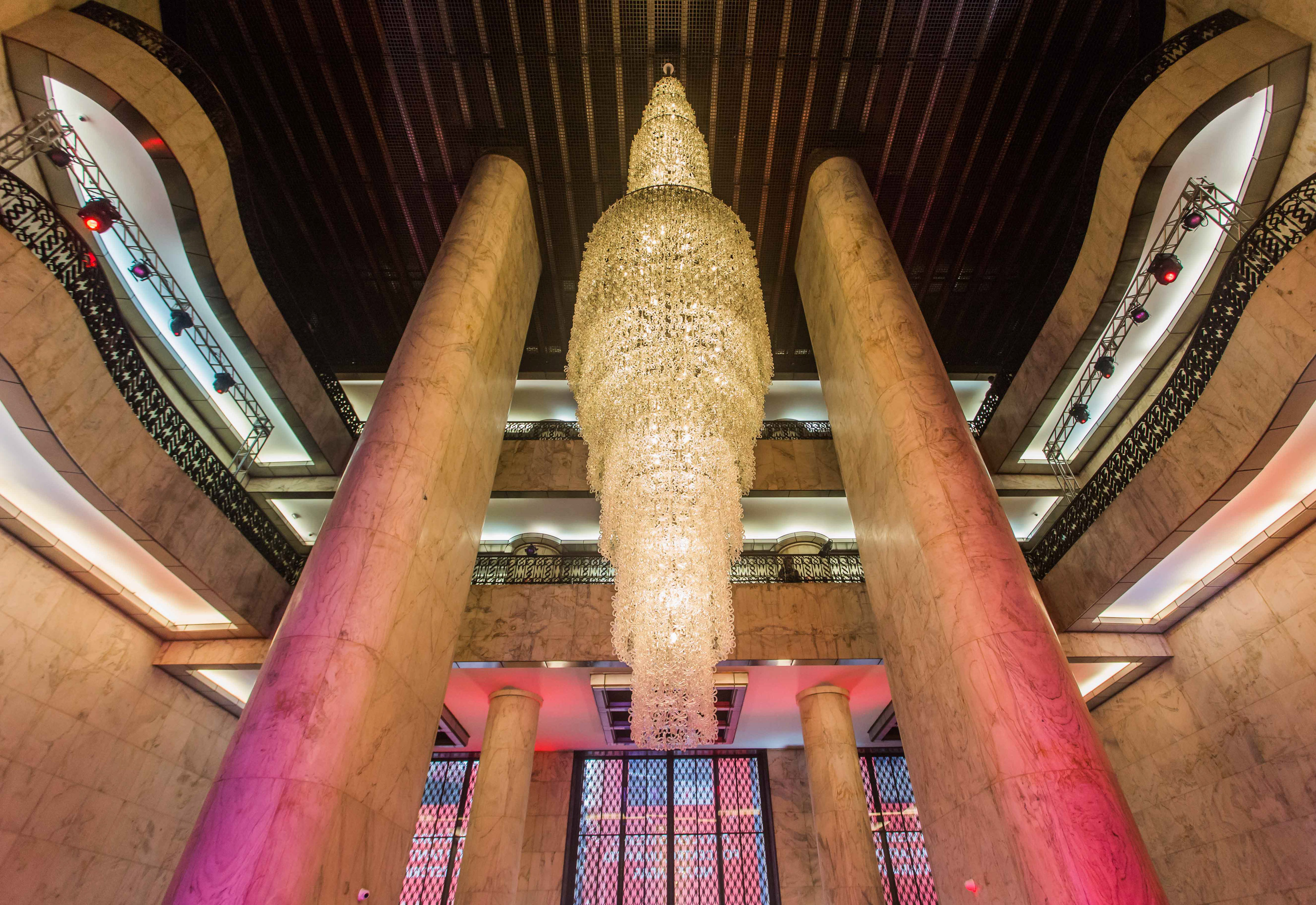
Lámpara instalada en el hall del edificio en 1988.

### Cambios
A lo largo de los años, el edificio no ha sufrido alteraciones externas notables. Simplemente ha sido limpiado y su fachada reconstruida, además de recibir una nueva iluminación. En su interior, sin embargo, sufrió varias reformas para la instalación que exigieron la intervención del Museo Banespa, cuando algunas áreas del edificio fueron declaradas patrimonio, para protegerlas de modificaciones que pudiesen alterar sus características originales.
En el edificio funcionó el Museo Banespa, inaugurado en 1965, que recoge la historia del banco desde su inauguración en 1909 como Banco de Crédito Hipotecário e Agrícola do Estado de São Paulo hasta la actualidad. El museo cuenta con 993 objetos y muebles, 1.003 obras, 98 fotografías firmadas, 66 alfombras orientales y nacionales, entre otras piezas.
En la década de 1970, el edificio recibió un cinturón de aluminio alrededor de su torre, donde se colocó el logotipo del Banco Banespa. Fue también durante este período que el edificio puso la bandera del estado de São Paulo en su parte superior, la que se cambia con frecuencia debido a los fuertes vientos que azotan la parte superior del edificio. En 1988, una araña de tres metros de altura y 1,5 toneladas fue instalada en el hall de entrada del edificio. La pieza cuenta con 150 bombillas y unos diez mil accesorios de cristal.

### Venta y salida a bolsa de Banespa
En el 2000, Banespa fue privatizado y vendido al Banco Santander Central Hispano ocupando las plantas 2.ª y 3.ª del edificio. Sin embargo, para evitar represalias y respetar la tradición del pueblo de São Paulo, los nuevos propietarios no hicieron cambios significativos en la fachada del edificio. En el 2011, el edificio fue declarado patrimonio histórico de São Paulo. La organización del patrimonio histórico, Condephaat, ha conservado íntegramente la fachada y la terraza del edificio, así como las cinco primeras plantas.

### Rehabilitación en 2017
En el 2017, el Banco Santander anunció la remodelación del edificio. El lugar sería relanzado como faro y espacio cultural. El 25 de enero de 2018, en el aniversario de la ciudad de São Paulo, el Banco Santander -propietario del edificio- inauguró un centro cultural llamado "Farol Santander" que cuenta con una pista de skate en la planta 21.ª, y una sala de exposiciones en la 8.ª planta, con capacidad para 100 personas, que acoge charlas sobre emprendimiento y ciudades todos los sábados, mientras que las plantas 22.ª y 23.ª están dedicadas a exposiciones temporales. El edificio tiene un mirador e incluso un gran piso de lujo que se puede alquilar por 3.500 reales al día.